# Hygieneklasse
Das Konzept der Hygieneklassen stellt eine passende Verknüpfung von hygienischen Anforderungen zwischen Maschine und zu verarbeitendem Produkt her. Der Verband Deutscher Maschinen- und Anlagenbau (VDMA) hat mit verschiedenen Fachschriften über Hygieneklassen, speziell im Bereich der Abfülltechnik, hilfreiche Leitlinien für die Industrie etabliert. Es wird grundsätzlich in die 3 Hauptklassen „Hygienic“, „UltraClean“ und „Aseptic“ unterschieden, wobei sich die Klasse „Hygienic“ abermals in 3 weitere Unterkategorien einteilen lässt.

## Einteilung über die Mikrobiologie

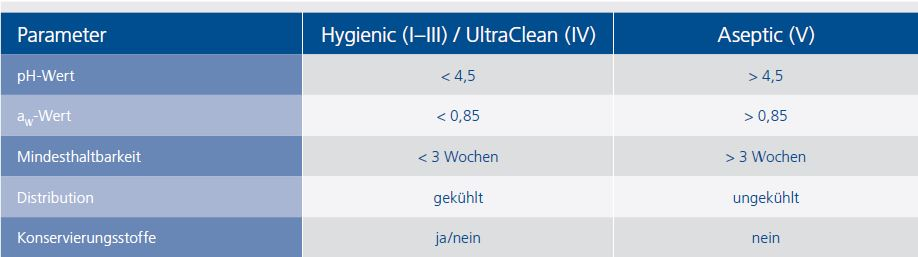
Hygieneklassen Matrix Mikrobiologie

Die Hygieneklassen lassen sich durch mikrobiologische, physiko-chemische sowie resultierende sensorische Eigenschaften beschreiben. Eine weitere wichtige Kenngröße für die Einteilung zu produzierender Produkte ist die Mindesthaltbarkeit.
Die gekennzeichnete Mindesthaltbarkeit hängt primär von der mikrobiologischen Stabilität des Produktes ab, zusätzlich auch noch von der geplanten Distributionslogistik. Die Matrix dient zur Orientierung bei der Einteilung in die Klassen Hygienic, UltraClean und Aseptic, wobei bereits ein Merkmal ausschlaggebend sein kann.
Wichtige Entscheidungskriterien sind demnach die Art des Lebensmittels und dessen Eignung als Nährboden für Mikroorganismen. Hier wird zwischen pathogenen, also Lebensmittelvergiftern, und nicht-pathogenen Organismen unterschieden. Letztere haben keinen unmittelbaren Einfluss auf die Gesundheit des Menschen, können jedoch sehr wohl unerwünschte Auswirkungen auf das Nahrungsmittel selbst haben. An Geschmack, Geruch und Aussehen bemisst der Verbraucher in letzter Konsequenz den Hersteller und seine Markenqualität. In Anbetracht des wichtigen Produktimages steht die Produktsicherheit und die vorausgesetzte Prozesssicherheit an oberster Stelle.
Die für die mikrobielle Stabilität und Mindesthaltbarkeit erforderliche Keimreduktion, gemessen in der logarithmischen Reduktion der Keimzahl, wird vorrangig durch direkte oder indirekte Hitzebehandlung erreicht. Hierbei ist die erforderliche Keimreduktion, unter Berücksichtigung der Hitzeresistenz relevanter Mikroorganismen, gemessen an D- und z-Wert, herbeizuführen. Diese Werte sind spezifisch für Mikroorganismen und können darüber hinaus durch die vorliegende Lebensmittelmatrix, speziell durch Fett und Eiweiß, beeinflusst werden. Auch die Mikroorganismen können in verschiedenen Formen, vegetativ und nicht-vegetativ, auftreten und die Keimreduktion innerhalb des Lebensmittels durch den Prozess beeinflussen. Das Ziel besteht darin, die physikochemischen, ernährungsphysiologischen und sensorischen Eigenschaften des Produktes so wenig wie möglich negativ zu beeinflussen.

## Hygieneklassen für Prozesskomponenten

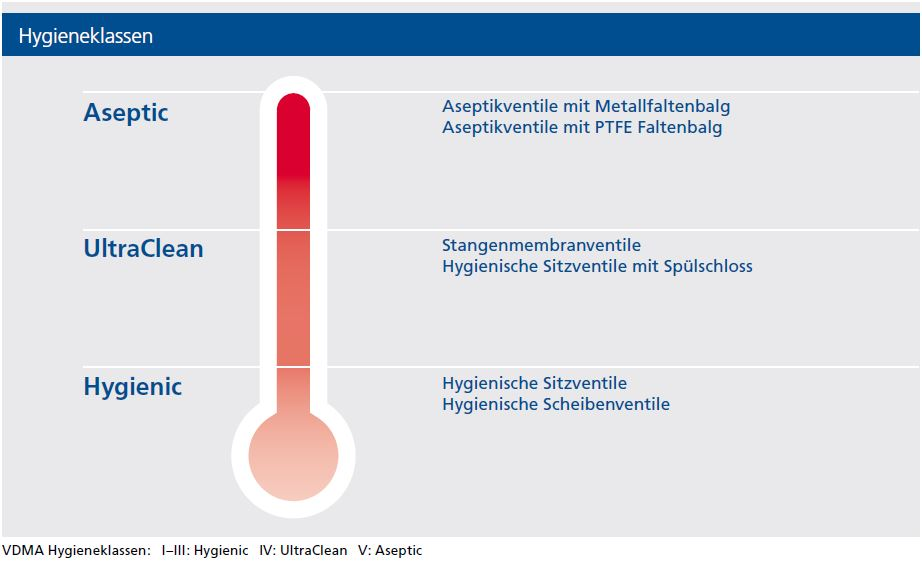
Hygieneklassen

Prozessventile können helfen, die Risiken einer mikrobiellen Kontamination zu minimieren oder gar zu verhindern. Dies gilt bereits vor der Keimreduktion, zumal die Keimrate des Rohproduktes ein wichtiger Indikator für die Reduktionskinetik von Mikroorganismen ist und entsprechend auch für die Prozess- und Produktsicherheit und Produktqualität.
Die spezifischen Anforderungen an die Ventiltechnik sind pro Hygieneklassen verschieden und werden nachfolgend weiter beschrieben.

## Hygienic

### Anforderungen an die Prozesskomponenten
Die wesentliche Grundanforderung an Prozesskomponenten für den direkten Kontakt mit Lebensmitteln ist die kompromisslose hygienische Gestaltung (Hygienic Design).
Um die Grundanforderung zu erfüllen, muss gemäß der Maschinenrichtlinie das Design so ausgeführt sein, dass jedes Risiko einer Gesundheitsgefährdung ausgeschlossen ist. Insbesondere
müssen die eingesetzten Materialien vor jeder Benutzung gereinigt werden können und produktberührte Flächen dürfen Mikroorganismen keinerlei Raum zum Einnisten bieten, z. B. Erhöhungen, Vertiefungen oder Kanten. Der Hintergrund dieser Anforderung besteht in der unerlässlichen Vorgabe, Lebensmittel sicher und in gleichbleibender Qualität mit einer angemessenen Haltbarkeit herstellen zu können.
Die Sicherstellung eines dauerhaft qualitativ gleichbleibenden und kontrollierten Prozesssystems ist der Schlüssel, um dieses hohe Ziel zu erreichen. Dies gelingt in hygienischen Anlagen durch einen auf das Produkt und das System abgestimmten Reinigungsprozess, der die Anlage vor jeder Produktion sicher in einen gewünschten Ausgangszustand versetzt. Komponenten der Hygieneklasse Hygienic sind so gestaltet, dass sie in diesem Zuge ebenso zuverlässig und vollständig gereinigt werden wie das angeschlossene Rohrleitungssystem.
Das Unterscheidungsmerkmal bei Komponenten in der Hygieneklasse Hygienic liegt nicht in der Reinigungsfähigkeit an sich, sondern häufig in der Effizienz der Reinigung. Das hygienische Design der Komponenten bestimmt die notwendige Intensität des Reinigungsvorgangs und somit den Einsatz der vier Parameter des Sinner’schen Kreises, namentlich Zeit, Temperatur, Chemie und Mechanik, um die Armatur vollständig zu reinigen. Die effiziente Möglichkeit zur Reinigung einer Komponente wird auch durch das Vorhandensein einschlägiger Zertifikate, wie EHEDG, 3A etc., unterstrichen. Diese Zertifikate stehen alle für Hygienic Design und im Falle der EHEDG für die Reinigbarkeit einer Armatur im Vergleich zu einem Referenzrohr unter kontrollierten und standardisierten Bedingungen.

### Für „Hygienic“-Prozesse werden klassischerweise folgende Ventilkonzepte eingesetzt
- Scheibenventile: Scheibenventile sind die im Markt am häufigsten verbreitete und einfachste Form hygienischer Ventile. Besonders aufgrund der kostengünstigen Möglichkeit, innerhalb einer Rohrleitung den Produktfluss abzusperren, erfreut sich dieser Ventiltyp großer Beliebtheit.

- Sitzventile: Sitzventile (oder Hubventile) dienen der Absperrung einer Rohrleitung. Besonders die im Vergleich zum Scheibenventil geringe produktberührte Dichtungsoberfläche sowie ihre torsionsfreie Belastung mit definierter Verpressung zeichnet das Ventil aus. Zudem lassen sich durch Sitzventile zwei übereinander liegende Rohrleitungen sicher gegeneinander absperren, was zu einer erheblichen Produktivitätssteigerung im Prozess führt.

## UltraClean

### Für „UltraClean“-Prozesse werden klassischerweise folgende Ventilkonzepte eingesetzt
- Ventile mit Spülschloss: Das Spülschloss kann an bestehende hygienische Ventile angebaut werden und dient dazu, hygienische Installationen ventilseitig für UltraClean Prozesse vorzubereiten. Hierbei wird die klassische Ventilstangenabdichtung mit einer Dampfsperre überlagert und abgesichert. Grundsätzlich handelt es sich bei den eingesetzten Dampfsperren um ein sogenanntes Bedämpfen der Schnittstelle. Ein Druckaufbau zum Erreichen von Sterilisationstemperaturen ist nicht vorgesehen, weshalb das Spülschloss nicht mit einer hermetischen Abdichtung der Ventilstange gleichzusetzen ist.

- Membran und Stangenmembranventile: Sowohl Membran- als auch Stangenmembranventile sind im Markt weit verbreitet. Ventile mit einer durchgängigen Membrane werden klassischerweise in der Pharma-, Stangenmembranventile überwiegend in der Lebensmittelindustrie eingesetzt. Anders als bei einer hermetischen Abdichtung mit Metallfalten balg können mikrobielle Kontaminationsrisiken nicht unter allen Umständen sicher und schnell detektiert werden.

### Anwendungsgebiet
UltraClean Ventilkomponenten kommen bei milchbasierten, milchsauren oder auch ESL-Milchprodukten zum Einsatz. Durch ein saures Produktmilieu oder die konstant gewährleistete Kühlkette kann eine verbesserte Produktqualität mit ebenfalls verlängerter Haltbarkeit produziert werden.
Einen weiteren wichtigen Anwendungsbereich bilden Fruchtsäfte und andere fruchtbasierte Getränke. Als Entscheidungsgrundlage dient der pH-Wert des herzustellenden Produktes. Liegt dieser unterhalb der bekannten Grenze von pH 4,5, so empfiehlt sich ein Einsatz von UltraClean Komponententechnik.
Darüber hinaus sind wasserbasierte Mischgetränke wie beispielsweise Schorlen und Biermischgetränke mögliche Applikationen für UltraClean Komponententechnik. Der wachsende Sektor von Sport- und Wellness-Getränken sowie Saucen und Feinkost-Lebensmittel bieten sich ebenfalls für diese Hygieneklasse an. Selbstverständlich können UltraClean Ventile überdies auch als komponentenseitiges Upgrade für klassische hygienische Prozesse wie beispielsweise in der Brauindustrie verwendet werden.

## Aseptic
In der Hygieneklasse Aseptic dreht sich alles um die kommerzielle Sterilität und um das Bestreben, jeglichen Keimeintrag nach der Produktsterilisation unter allen Umständen zu verhindern. Spricht man von Aseptic, drehen sich die Diskussionen im Wesentlichen um drei Bereiche: Produkt sterilisieren, Produkt steril fördern und halten sowie Produkt steril abfüllen. Aseptische Prozesse stehen für lange haltbare und/oder hochveredelte Produkte, die nicht selten für spezielle Konsumentengruppen hergestellt werden. Neben den klassischen H-Milchprodukten sind auch Medizinalernährung und Baby Food in diese Hygieneklasse einzuordnen.

### Produktsterilisation
Die Sterilisation eines Produktes kann mit verschiedenen Verfahren erreicht werden. Insbesondere werden immer wieder auch Kombinationen von Prozessen untersucht, die im Sinne des „Hürdenkonzeptes“ eine insgesamt reduzierte Behandlung des Produktes bei vollständiger Sterilisation zum Ziel haben.
Grundsätzlich gilt: Je wertvoller das Produkt und je hitze-labiler die Lebensmittelmatrix, desto komplexer werden die eingesetzten Technologien, von der Sterilisation über die Komponenten
bis hin zur Abfüllmaschine.

### Produkt steril fördern und halten
Damit ein Produkt nach dessen Sterilisation steril gehalten werden kann, muss die Anlage hoch-automatisiert stets in einem definierten Überdruck betrieben und einwandfrei inplace gereinigt und sterilisiert werden. Wird das Produkt vor der Abfüllung ein weiteres Mal zwischengelagert, muss der Tank ebenfalls mit einem sterilen Medium überlagert werden.
Ein wesentlicher Beitrag zum aseptischen Betreiben einer Anlage leisten aseptische Prozesskomponenten.

### Sterile Produktabfüllung
Die sterile Produktabfüllung ist sehr vielfältig und kann anhand verschiedener Kriterien definiert bzw. abgegrenzt werden. Allerdings gibt es einige Kriterien, die jede aseptische Abfüllmaschine erfüllen muss. Die Maschine muss im Bereich der Füllventile als Reinraum mit gefilterter Luft betrieben und zusätzlich die Keimfreiheit mittels „laminar flow“ entgegen der Behälter-Füllrichtung gewährleistet werden. On-place Reinigung und Sterilisation runden die grundlegenden Kriterien im Füllbereich ab. Um eine aseptische Abfüllung bis zum Ende der Produktionskette zu garantieren, müssen auch Behälter und Verschluss zu einem kommerziell sterilen Produkt vorsterilisiert und bis zum hermetischen Verschluss steril gehalten werden.

### Anforderungen an die Prozesskomponenten
Aseptische Ventile zeichnen sich insbesondere durch ihre kompromisslose hermetische Abdichtung der Ventilstange und die Minimierung der Kontaminationsrisiken aus. Anders als bei den tieferen Hygieneklassen ist eine hermetische Abdichtung des Produktraumes gegenüber der Umwelt (Atmosphäre) bei Aseptic-Komponenten zwingend erforderlich. Zusätzlich sind die zu erwartenden Kontaminationsrisiken am niedrigsten. In Verbindung mit den Detektionsmöglichkeiten, die vor allem beim Metallfaltenbalg gegeben sind, ergibt sich daraus die höchste Bewertung. Besonderen Anforderungen unterliegen Aseptic-Ventile in der Anlage durch die regelmäßigen Sterilisationszyklen und die somit häufig wechselnden Temperaturen.

### Für „Aseptic“-Prozesse werden klassischerweise folgende Ventilkonzepte eingesetzt
- PTFE-Faltenbalg: Ventile mit PTFE-Faltenbalg sind im Markt bekannt. Der wesentliche Unterschied zwischen PTFE- und Metallfaltenbalg liegt in der Detektionsmöglichkeit im Schadensfall. Anders als beim Metallfaltenbalg und ähnlich wie bei der Membrane ist die Deformation und/oder partielle Beschädigung des Balges wahrscheinlicher als ein vollständiger Riss. Im Unterschied zu der Membrane beinhaltet dieses Ventilkonzept jedoch keine dynamisch belasteten Dichtstellen und das Risiko der Blasenbildung im Material ist aufgrund des Herstellungsverfahrens deutlich reduziert.

- Metallfaltenbalg: Aseptik-Ventile mit Metallfaltenbalg stellen die höchste Klasse aseptischer Ventile dar. Dies hat einerseits mit dem Werkstoff und der beiderseits unlösbaren Verbindung des Faltenbalgs zu tun, aber mindestens ebenso wichtig ist die Möglichkeit der Balgüberwachung im Prozess.

## Übersicht Prozesskomponenten

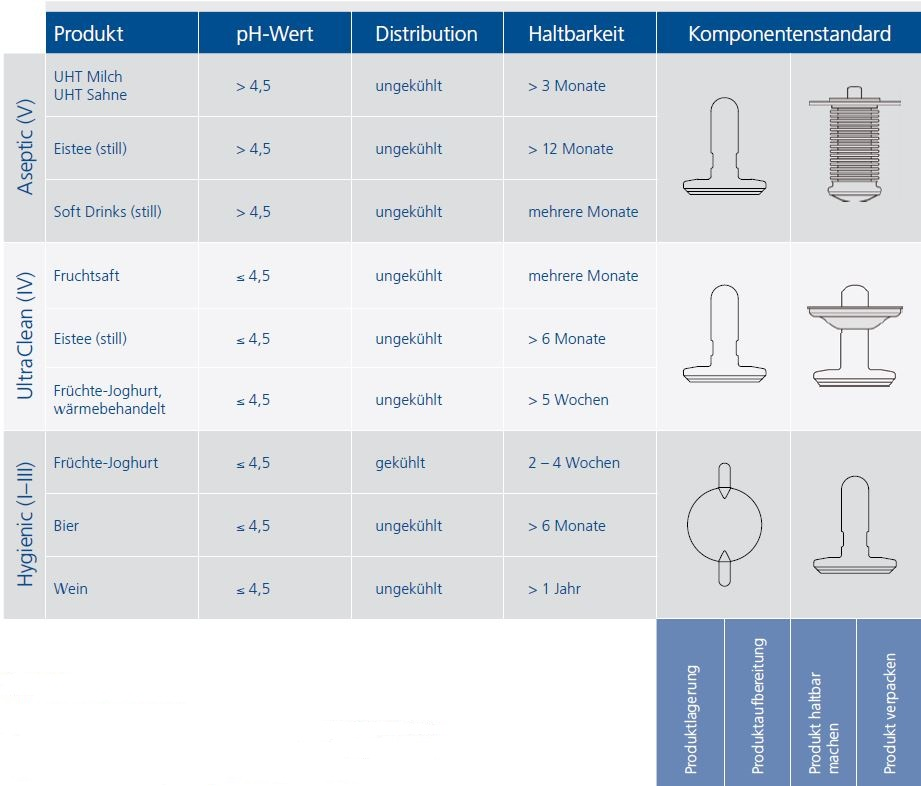
Übersicht Prozesskomponenten

Die finale Einteilung der Komponenten in die Hygieneklassen unterliegt in jedem Fall einer weiter zu führenden Diskussion auf Basis der nur dem Anwender bekannten Anforderungsprofilen und Merkmalsgewichtungen. Zu berücksichtigen ist neben den bereits genannten Faktoren insbesondere der Einfluss auf die Folgekosten inklusive der zu leistenden Instandhaltungs- und Kontrollaufwände, um eine gesicherte Produktion kontinuierlich gewährleisten zu können. Genau wie in allen anderen Bereichen einer Installation gilt es auch bei den Prozesskomponenten abzuschätzen, welches Ventilkonzept für die vorliegenden Gegebenheiten am besten geeignet ist. Unter diesem Aspekt ergeben sich zwischen den beschriebenen Hygieneklassen teilweise fließende Übergänge, die abschließend allein durch den Anlagenbetreiber und Produktverantwortlichen zu bewerten sind.